# Ludovic Gal
Pour les articles homonymes, voir Gal.
Né le 24 Avril 1974, Ludovic Gal est un pilote de rallye français.

## Biographie
Originaire de Pers-Jussy en Haute-Savoie, il commence la compétition automobile en 2003, sur une Renault Clio Williams N3.  
Il est le directeur de la société de transport de voyageurs Voyages Gal. 
De 2007 à 2021, il dispute plusieurs manches du Championnat de France des Rallyes à bord de voitures de pointe : Peugeot 306 Maxi, Ford Fiesta S2000 ou encore Hyundai I20 R5. 
En novembre 2021, il est victime d’une très violente sortie de route dans la 1re spéciale du Rallye du Varau volant d'une Volkswagen Polo GTi R5 de l'écurie Sarrazin Motorsport. Il reste pendant plusieurs semaines dans le coma. 
Plusieurs mois après, il s'est remis de son accident et a mis une pause à sa carrière en sport automobile pour se consacrer à la gestion de l'entreprise familiale. 

## Palmarès
- Champion de France des rallyes amateurs 2010, sur Peugeot 207 S2000 (Trophée BF Goodrich) ;
- Champion de Ligue Rhône-Alpes, dans la catégorie des rallyes nationaux et internationaux 2005, sur Renault Clio Ragnotti ;
- 2e du Trophée Clio Groupe N 2006, sur Clio Ragnotti.

## Victoires
- Rallye du Pays Rochois 2007, sur Peugeot 306 Maxi ;
- Critérium des Cévennes 2008, sur Peugeot 307 WRC ;
- Rallye des bornes 2017, sur Skoda Fabia R5.